# Mecysmauchenius eden
Espèce
Mecysmauchenius eden est une espèce d'araignées aranéomorphes de la famille des Mecysmaucheniidae.

## Distribution
Cette espèce est endémique de la région de Magallanes au Chili,. Elle se rencontre à Puerto Edén sur l'île Wellington.

## Étymologie
Son nom d'espèce lui a été donné en référence au lieu de sa découverte, Puerto Edén.

## Publication originale
- Forster & Platnick, 1984 : A review of the archaeid spiders and their relatives, with notes on the limits of the superfamily Palpimanoidea (Arachnida, Araneae).  Bulletin of the American Museum of Natural History, no 178, p. 1-106 (texte intégral).